# É
É, é (E с акутом) — буква расширенной латиницы. Входит в состав чешского, венгерского, кашубского, люксембургского, словацкого алфавитов; в английском, французском, каталанском, датском, галисийском, ирландском, итальянском, окситанском, норвежском, португальском, испанском, шведском и вьетнамском алфавитах используется как вариант буквы E. В английском языке может употребляться в заимствованиях, например résumé (фр.), или при романизации Pokémon (яп.). Также используется в голландском алфавите и в алфавите навахо.

## Использование
- В пиньине используется для передачи второго тона E.
- Во вьетнамском алфавите É обозначает звук [ɛ] (обозначаемый буквой E), произнесённый восходящим тоном.
- É — пятая буква чешского и словацкого алфавитов, передает звук [ɛː].
- В датском, норвежском и шведском языках буква часто используется для различения омонимов на письме: én «один» — en (неопределённый артикль) — датский; allé, kafé, idé, komité — норвежский; ide «берлога» — idé «идея»; armé («армия») — arme («бедный, жалкий») — шведский.
- В каталанском языке передаёт закрытый ударный звук [e] в тех случаях, когда без диакритического знака ударение падало бы на другой слог. Также иногда играет смыслоразличительную роль: és — 3-е лицо ед. ч. глагола «быть», es — возвратное местоимение 3-го лица.
- Во французском языке обозначает закрытый звук [e] независимо от наличия ударения.